# Jang Jae-ho
Jang Jae-ho (en hangul, 장재호; Gunsan, 8 de enero de 1986), es un actor surcoreano.

## Biografía
Estudió en la Universidad Nacional de Chonbuk (전북대학교).

## Carrera
Es miembro de la agencia "Elrise Entertainment" (이엘라이즈).
En octubre del 2013 se unió al elenco recurrente de la serie Basketball donde dio vida a Choi Tae-yeong, el hermano de Choi Shin-young (Lee Elijah).
En 2015 obtuvo un papel en la serie My Unfortunate Boyfriend donde interpretó a un empleado de planificación de mensajería instantánea.
En el 2017 se unió al elenco recurrente de la serie 20th Century Boy and Girl donde dio vida a Kim Tae-hyun, un analista y el asistente de Gong Ji-won (Kim Ji-seok).
El 15 de junio del 2019 apareció como personaje invitado en la primera temporada de la serie Chief of Staff donde interpretó a Sung Woo, un reportero de "Dodam Daily", papel que volvió a interpretar durante el segundo y sexto episodio de la segunda temporada de la serie.
En marzo del 2020 se unió al elenco recurrente la serie Nobody Knows donde dio vida a Choi Dae-hoon, el chofer del estudiante Ha Min-sung (Yoon Jae-yong).
El 27 de marzo del mismo año se unió al elenco recurrente de la serie Eccentric! Chef Moon donde interpretó a Kang Jun-su, un representante de "Donghan Food".

## Filmografía

### Series de televisión
| Año  | Título                     | Personaje                 | Notas             | Ref.  |
| ---- | -------------------------- | ------------------------- | ----------------- | ----- |
| 2011 | Bachelor's Vegetable Store | Secretario Yang           |                   |       |
| 2013 | Basketball                 | Choi Tae-yeong            |                   |       |
| 2015 | My Unfortunate Boyfriend   | Empleado                  |                   |       |
| 2016 | Good People                | Hong Soo-hyeok            |                   |       |
| 2017 | 20th Century Boy and Girl  | Kim Tae-hyun              |                   |       |
| 2018 | TV Novel: Waves, Waves     | Oh Jung-hoon              |                   |       |
| 2019 | Confession                 | Det. Lee Hyung-chan       |                   |       |
| 2019 | Chief of Staff             | Sung Woo                  | Ep. 2             |       |
| 2019 | Chief of Staff 2           | Sung Woo                  | 2 episodios       |       |
| 2020 | Nobody Knows               | Choi Dae-hoon             |                   |       |
| 2020 | Eccentric! Chef Moon       | Kang Jun-su               |                   |       |
| 2020 | The Spies Who Loved Me     | Kim Dong-taek             |                   |       |
| 2024 | Marry my husband           | Lee Jae-won               |                   |       |
| 2025 | El juego del calamar       | Contrabandista de órganos | Segunda temporada | [ 8 ] |
| 2025 | Our Movie                  | Kim Min-seok              |                   | [ 8 ] |
| 2025 | Salon de Holmes            | Tae-hoon                  |                   | [ 9 ] |

### Películas
| Año  | Título            | Personaje              | Notas                                                                                   | Ref.   |
| ---- | ----------------- | ---------------------- | --------------------------------------------------------------------------------------- | ------ |
| 2006 | 200 Pounds Beauty | Jefe de "Healthy 2000" | Junto a Kim Ah-joong, Joo Jin-mo, Sung Dong-il, Kim Hyun-sook, Im Hyun-sik y Lee Han-wi |        |
| 2015 | 마가렛            | -                      | Cortometraje                                                                            |        |
| 2015 | 나의 알파치노     | -                      | Cortometraje                                                                            |        |
| 2015 | 이상              | -                      | Cortometraje                                                                            |        |
| 2015 | 누리세탁소        | -                      | Cortometraje                                                                            |        |
| 2015 | 착한사람          | -                      | Cortometraje                                                                            |        |
| 2015 | 인간적인 실수     | -                      | Cortometraje                                                                            |        |
| 2015 | 아이              | -                      | Cortometraje                                                                            |        |
| 2015 | 개미지옥          | -                      | Cortometraje                                                                            |        |
| 2017 | Hyeon's Quartet   | Director de cine       | Junto a Kim So-hee, Lee Kwan-hun, Kim Kang-eun, Sung Ho-joon y Seo Won-kyung            |        |
| TBA  | After             | -                      |                                                                                         | [ 10 ] |

### Teatro
| Año         | Título                              | Personaje | Notas |
| ----------- | ----------------------------------- | --------- | ----- |
| -           | Murder in Gucheon                   | -         |       |
| -           | 쥐덫                                | -         |       |
| -           | 똥강리 미스터리                     | -         |       |
| -           | Gospel (가스펠)                     | -         |       |
| -           | 포옹                                | -         |       |
| -           | 비상                                | -         |       |
| 2009        | A Private's Letter (이등병의 편지)  | -         |       |
| 2010 - 2011 | Welcome to Oasis (웰컴 투 오아시스) | 멀티맨    |       |

### Musicales
| Año  | Título | Personaje | Notas |
| ---- | ------ | --------- | ----- |
| 2010 | Flight | -         |       |

### Anuncios
| Año | Título      | Notas |
| --- | ----------- | ----- |
| -   | CASS        |       |
| -   | MBC홍보영상 |       |
| -   | SK텔레콤    |       |

### Apariciones en videos musicales
| Año  | Intérprete     | Canción    | Notas  |
| ---- | -------------- | ---------- | ------ |
| 2018 | Seo J (서제이) | "영화처럼" | [ 11 ] |

## Premios y nominaciones
| Año  | Categoría                   | Premio                       | Trabajo | Resultado |
| ---- | --------------------------- | ---------------------------- | ------- | --------- |
| 2008 | 대상                        | 익산 서동축제 서동선발대회   | -       | Ganó      |
| 2010 | 뉴스타 연기자 선발대회 동상 | 코리아드라마페스티벌         | -       | Ganó      |
| 2016 | 드라마부문 남자 신인상      | 제24회 대한민국 문화연예대상 | -       | Ganó      |